# Кубок Кар'яла 2018
Кубок Кар'яла 2018 — міжнародний хокейний турнір у Фінляндії в рамках Єврохокейтуру, пройшов 8—11 листопада 2018 року у Гельсінкі, ще один матч відбувся в Празі.

## Підсумкова таблиця
| М | Збірна    | І | В | ВО | ПО | П | Ш   | РШ  | О |
| - | --------- | - | - | -- | -- | - | --- | --- | - |
| 1 | Росія     | 3 | 2 | 0  | 0  | 1 | 9:6 | + 3 | 6 |
| 2 | Фінляндія | 3 | 2 | 0  | 0  | 1 | 6:3 | + 3 | 6 |
| 3 | Чехія     | 3 | 1 | 0  | 0  | 2 | 7:8 | - 1 | 3 |
| 4 | Швеція    | 3 | 1 | 0  | 0  | 2 | 4:9 | - 5 | 3 |

## Результати
| Дата       | Команда   | Рахунок | Команда   |
| ---------- | --------- | ------- | --------- |
| 8.11.2018  | Росія     | 3 : 0   | Фінляндія |
| 8.11.2018  | Чехія     | 2 : 3   | Швеція    |
| 10.11.2018 | Швеція    | 1 : 4   | Росія     |
| 10.11.2018 | Фінляндія | 3 : 0   | Чехія     |
| 11.11.2018 | Чехія     | 5 : 2   | Росія     |
| 11.11.2018 | Фінляндія | 3 : 0   | Швеція    |